# Зеркала 2
«Зеркала 2» (англ. Mirrors 2) — американский фильм ужасов о сверхъестественном режиссёра Виктора Гарсии, вышедший 19 октября 2010 года сразу на DVD. Кинолента основана на корейском фильме «Зазеркалье» и является сиквелом вышедшего двумя годами ранее фильма «Зеркала», но при этом сюжетно никак с ним не связана и рассказывает отдельную историю в рамках той же вселенной. «Зеркала 2» не сыскали славы и были отрицательно встречены критиками и аудиторией.

## Сюжет
Главный герой фильма, Макс Мэтесон, после гибели своей невесты в автокатастрофе и собственной клинической смерти, приобретает странную и пугающую способность — он видит в зеркалах нечто, невидимое для других. Парень впадает в тяжёлую депрессию, начинает злоупотреблять алкоголем и наркотиками, и только через год после трагедии ему удаётся в какой-то мере прийти в себя. С этого момента начинается действие фильма.
Генри Шоу, охранник большого универмага «Мэйфлауэр», совершая с фонариком обход помещения, сдёргивает покрывало с большого зеркала в холле и, дурачась, гримасничает перед ним. Внезапно он замечает, что его отражение действует самостоятельно. Генри в зеркале разбивает фонарик и начинает жевать и глотать осколки; настоящий Генри ощущает ужасную боль, у него на лице и шее появляются глубокие раны, и он истекает кровью.
По просьбе отца, владельца «Мэйфлауэра», Макс устраивается к нему ночным охранником, вместо Генри, который выжил, но уволился. По дороге на работу он видит девушку, расклеивающую объявления о розыске. В магазине отец знакомит его со своими ближайшими сотрудниками — управляющим Келлером Ландро, директором по закупкам Дженной Маккарти и вице-президентом Райаном Паркером. В этот же день Макс видит в зеркалах труп девушки и ужасную гибель сотрудников магазина, которые затем осуществляются в реальности. Макс спрашивает зеркало о причине; его отражение включает карманный фонарик. Следуя за лучом фонарика, который отражается от зеркал, установленных в разных местах магазина, Макс поднимается на чердак и находит картонную коробку; открыв её, он достаёт бейджик с фотографией девушки, труп которой видел в зеркале. Её звали Элеонора Рейнс, и она работала продавщицей в «Мэйфлауэере». Затем Макс спускается к зеркалу и, следуя за новым лучом света, обнаруживает объявление двухмесячной давности о розыске Элеоноры Рейнс.
Позвонив по телефону, указанному в объявлении, Макс знакомится с сестрой Элеоноры, Элизабет. Та сначала принимает его за ненормального, но затем, когда он рассказывает ей свою историю, проникается к нему доверием. Вместе они выясняют, что все видеозаписи того дня, когда исчезла Элеонора, удалены, и что удалил их Генри Шоу. Они приезжают к Генри, чтобы расспросить его; тот до ужаса боится любых зеркальных поверхностей и твердит, что ОНА хочет убить его. В ответ на вопрос, кто приказал ему стереть видеофайлы, Генри называет своего босса Келлера. Вернувшись в магазин, Макс и Элизабет начинают поиски. В результате Макс видит, что трубу в подвале кто-то отодвигал. С помощью Элизабет он снова отодвигает трубу и заходит в потайное помещение, где обнаруживает труп Элеоноры.
В это же время на Элизабет, оставшуюся снаружи, нападает Келлер, но она успевает предупредить Макса и убегает, Келлер мечется, но решает бежать за девушкой, а Макса оставляет в помещении, перед этим выстрелив в него из пистолета, а затем закрывает проём трубой и бежит за Элизабет. Догнав её, в отражении зеркальной поверхности он видит, что держит не Элизабет, а Элеонору. По его воспоминаниям видно, что двое раннее убитых сотрудников решили «подшутить» над новой сотрудницей Элеонорой и во время корпоративной вечеринки споили её, подмешав в напиток наркотики. Довезти до дома девушку они попросили Келлера, зная, что тот не удержится от соблазна. Так и случилось. Он изнасиловал девушку, но случилось непредвиденное — Элеонора очнулась от действия наркотиков, бьёт Келлера и убегает из машины. Это приводит его в бешенство. Девушка пытается спрятаться на складе, но Келлер её ловит и, в приступе бешенства, душит; перед смертью Элеонора смотрит в зеркало и её душа переселяется в него (историю про вселение душ в зеркала можно услышать в начале фильма).
Воспоминания заканчиваются; в этот момент Макс выбирается наружу и бежит спасать Элизабет. Келлер, испуганный и разозлённый, пытается задушить её; видно как зеркало, в котором живёт душа Элеоноры, хочет помочь сестре, но не может, бессильно стуча руками по стеклу, на котором чётко видны отпечатки ладоней. Прибегает Макс, между ним и Келлером начинается схватка, в ходе которой Макс кидает Келлера к зеркалу, и того утаскивает в Зазеркалье призрак Элеоноры. Слышны глухие звуки, и по ту сторону зеркала видны растекающиеся пятна крови.
Последняя часть — это допрос Генри в комнате с зеркалом. Генри смирился, что всё равно умрёт, подходит к зеркалу и с кривой усмешкой произносит: «Ну, здравствуй, Элеонора!». Его смерти мы не видим, но слышим его отчаянные, полные боли крики.

## В ролях
- Ник Стал — Макс Мэтесон
- Эммануэль Вожье — Элизабет Рейн
- Ивэн Джонс — Генри Шоу
- Кристи Карлсон Романо — Дженна Маккарти
- Стефани Онор — Элеонора Рейн
- Уильям Катт — Джек Мэтесон

## Критика
На сайте Metacritic фильм имеет оценку 35 из 100 на основе 13 рецензий критиков, что соответствует статусу «в целом неблагоприятные отзывы».

## Рецензии
- R. L. Shaffer. MIRRORS 2: UNRATED BLU-RAY REVIEW (англ.). IGN (26 октября 2010). Дата обращения: 26 ноября 2017. Архивировано 2 декабря 2017 года.
- Film Review: Mirrors 2 (2010) (англ.). Horrornews.net (9 января 2012). Дата обращения: 26 ноября 2017. Архивировано 1 декабря 2017 года.
- MIRRORS 2 (MOVIE REVIEW) (англ.). Bloody Good Horror (25 октября 2010). Дата обращения: 26 ноября 2017. Архивировано 1 декабря 2017 года.